# 小行星6340
小行星6340（英語：6340 Kathmandu）是一颗围绕太阳公转的小行星。1993年10月15日，圓舘金、渡邊和郎在北见发现了此天体。
这颗小行星的绝对星等为70.01004598062974等。